# Eliyahu Winograd

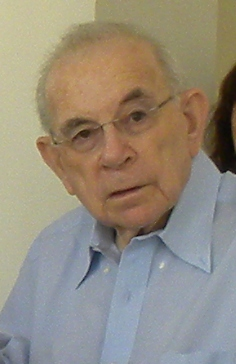
Eliyahu Winograd

Eliyahu Winograd (Hebreeuws: אליהו וינוגרד) (Tel Aviv, december 1926 –- 13 januari 2018) was een Israëlische rechter die onder meer lid was van het Israëlische hooggerechtshof en van eind 2006 tot begin 2008 de naar hem genoemde commissie-Winograd voorzat, die onderzoek deed naar de rol van de Israëlische regering en het Israëlische leger in de Israëlisch-Libanese oorlog van 2006. 
Gepromoveerd in de rechten aan de Hebreeuwse Universiteit van Jeruzalem werd hij in 1972 tot rechter benoemd en bracht het als zodanig tot voorzitter van het gerechtshof van het district van Tel Aviv. Ook was hij korte tijd verbonden aan het Israëlische hooggerechtshof. Winograd ging in 1996 met pensioen maar bleef wel actief door zich op te werpen als scheidsrechter en bemiddelaar in gemeenterechtelijke zaken en als voorzitter van talrijke openbare commissies.